# معاهدة السلام في جميع أنحاء العالم المسيحي

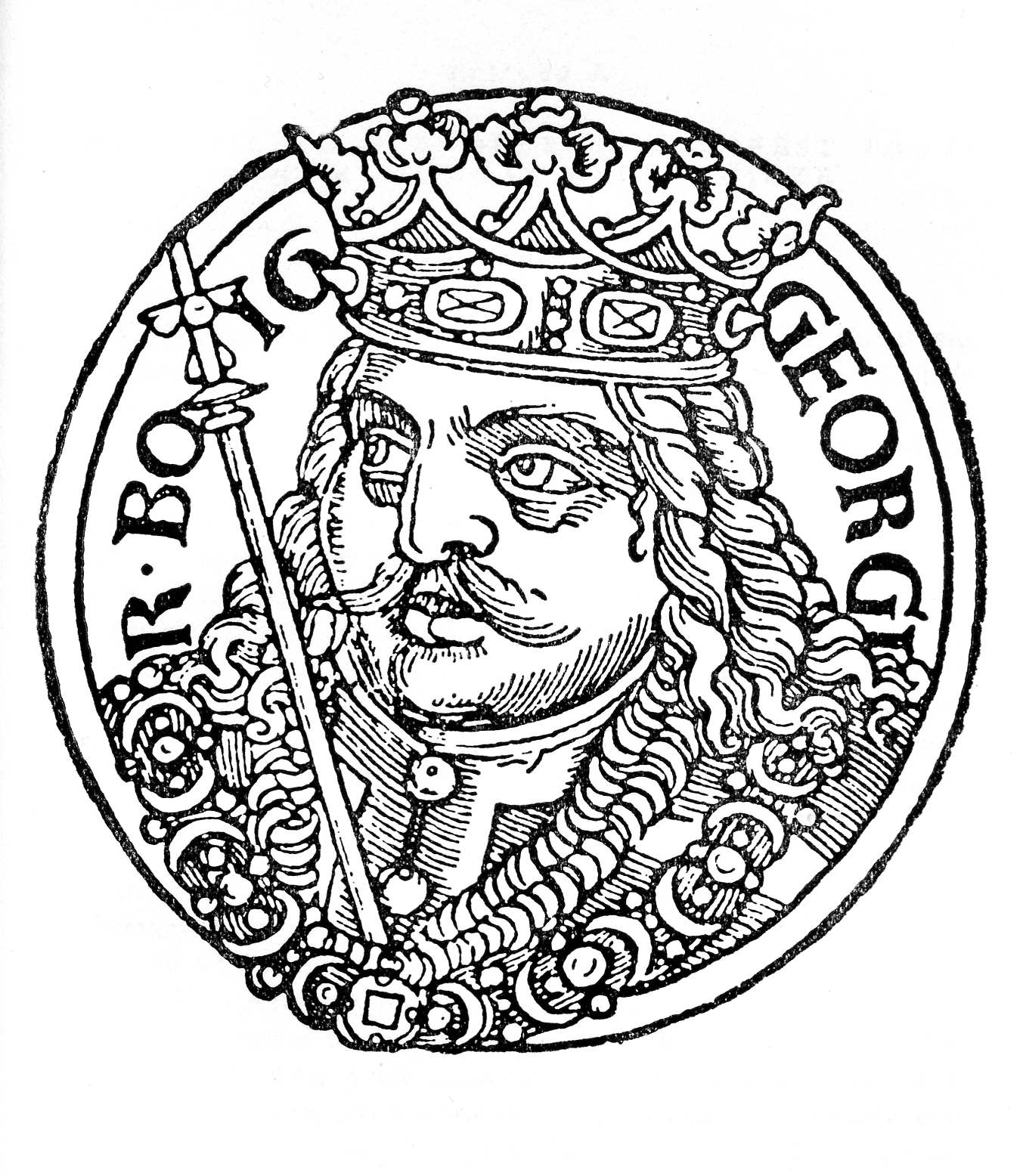

مشروع Tractatus pacis toti Christianitati fiendae، أو معاهدة تأسيس السلام في جميع أنحاء العالم المسيحي ، هو المشروع غير الكامل لإفشاء للسلام العالمي الذي بدأه الملك جورج ملك بوهيميا في القرن الخامس عشر. لترسيخ مبدأ السلام، جرت مفاوضات دبلوماسية جادة بين الدول الأوروبية في الأعوام 1462-1464. وقد تخلى هذا المشروع عما ترسخ في العصور الوسطى المتمثلة في إمبراطورية عالمية برئاسة الإمبراطور فريدريك الثالث والبابا، لمفهومهما عن اتحاد دائم من دول أوروبية مستقلة ومتساوية.
تم اقتراح خطة ملك جورج بودبرادي في شكل اتفاق متعدد الأطراف؛ والذي يختلف عن مفهوم الصكوك الدولية التقليدية في العصور الوسطى، والتي ظلت بشكل عام ازدواجية. كان المشروع يتمحور حول تحديد الشروط التعاقدية لهذه الاتفاقية وكذلك ربط الأطراف المعنية ببعض الحقوق والمسؤوليات المماثلة لتحقيق الأهداف المشتركة. كل هذا يشير ويؤكد على أن معاهدة السلام في جميع أنحاء العالم المسيحي كانت أول معاهدة متعددة الأطراف وكانت بالفعل الأقرب في إرساخ مبادئها وتحقيقها مقارنة بالمعاهدات الحديثة.
وينظر إليها كواحدة من الرؤى التاريخية للوحدة الأوروبية التي تغلبت على الاتحاد الأوروبي، مثل أنتوني د. سميث، عالم بارز في القومية.